# 2002-es Formula–1 osztrák nagydíj
Az osztrák nagydíj volt a 2002-es Formula–1 világbajnokság hatodik futama, amelyet 2002. május 12-én rendeztek meg az osztrák A1-Ringen, Spielbergben.

## Futam
| Helyezés | Rajtszám | Versenyző             | Csapat/Motor     | Futott kör | Idő/Kiesés oka  | Rajthely | Pont |
| -------- | -------- | --------------------- | ---------------- | ---------- | --------------- | -------- | ---- |
| 1        | 1        | Michael Schumacher    | Ferrari          | 71         | 1h33:51,562     | 3        | 10   |
| 2        | 2        | Rubens Barrichello    | Ferrari          | 71         | + 0,182         | 1        | 6    |
| 3        | 6        | Juan Pablo Montoya    | Williams-BMW     | 71         | + 17,730        | 4        | 4    |
| 4        | 5        | Ralf Schumacher       | Williams-BMW     | 71         | + 18,448        | 2        | 3    |
| 5        | 9        | Giancarlo Fisichella  | Jordan-Honda     | 71         | + 49,965        | 15       | 2    |
| 6        | 3        | David Coulthard       | McLaren-Mercedes | 71         | + 50,672        | 8        | 1    |
| 7        | 15       | Jenson Button         | Renault          | 71         | + 51,229        | 13       |      |
| 8        | 24       | Mika Salo             | Toyota           | 71         | + 1:09,425      | 10       |      |
| 9        | 25       | Allan McNish          | Toyota           | 71         | + 1:09,718      | 14       |      |
| 10       | 11       | Jacques Villeneuve    | BAR-Honda        | 70         | Motorhiba       | 17       |      |
| 11       | 20       | Heinz-Harald Frentzen | Arrows-Cosworth  | 69         | + 2 kör         | 11       |      |
| 12       | 23       | Mark Webber           | Minardi-Asiatech | 69         | + 2 kör         | 21       |      |
| Ki       | 14       | Jarno Trulli          | Renault          | 44         | Üzemanyagnyomás | 16       |      |
| Ki       | 22       | Alex Yoong            | Minardi-Asiatech | 42         | Motorhiba       | 22       |      |
| Ki       | 16       | Eddie Irvine          | Jaguar-Cosworth  | 38         | Hidraulika      | 20       |      |
| Ki       | 7        | Nick Heidfeld         | Sauber-Petronas  | 27         | Ütközés         | 5        |      |
| Ki       | 10       | Szató Takuma          | Jordan-Honda     | 26         | Ütközés         | 18       |      |
| Ki       | 12       | Olivier Panis         | BAR-Honda        | 22         | Motorhiba       | 9        |      |
| Ki       | 8        | Felipe Massa          | Sauber-Petronas  | 7          | Felfüggesztés   | 7        |      |
| Ki       | 4        | Kimi Räikkönen        | McLaren-Mercedes | 5          | Motorhiba       | 6        |      |
| Ki       | 21       | Enrique Bernoldi      | Arrows-Cosworth  | 2          | Ütközés         | 12       |      |
| Ki       | 17       | Pedro de la Rosa      | Jaguar-Cosworth  | 0          | Gázadagoló      | 19       |      |

## A világbajnokság élmezőnyének állása a verseny után
| H  | Versenyzők         | Pont | H  | Konstruktőrök    | Pont |
| -- | ------------------ | ---- | -- | ---------------- | ---- |
| 1. | Michael Schumacher | 54   | 1. | Ferrari          | 66   |
| 2. | Juan Pablo Montoya | 27   | 2. | Williams-BMW     | 50   |
| 3. | Ralf Schumacher    | 23   | 3. | McLaren-Mercedes | 14   |
| 4. | Rubens Barrichello | 12   | 4. | Renault          | 8    |
| 5. | David Coulthard    | 10   | 5. | Sauber-Petronas  | 8    |

## Statisztikák
Vezető helyen:
- Rubens Barrichello: 69 (1-61 / 63-70)
- Michael Schumacher: 2 (62 / 71)

Michael Schumacher 58. (R) győzelme, 46. (R) leggyorsabb köre, Rubens Barrichello 4. pole-pozíciója.
- Ferrari 149. győzelme.